# Daniela Angetter-Pfeiffer
Daniela Angetter-Pfeiffer (* 26. April 1971 in Wien) ist eine österreichische Wissenschaftshistorikerin. Sie ist Vorsitzende der Arbeitsgruppe für Geschichte der Erdwissenschaften der Österreichischen Geologischen Gesellschaft und wissenschaftliche Mitarbeiterin am Austrian Centre for Digital Humanities and Cultural Heritage (ACDH-CH) der Österreichischen Akademie der Wissenschaften (ÖAW).

## Leben und Wirken
Daniela Angetter-Pfeiffer studierte Geschichte und Deutsche Philologie an der Universität Wien und wurde 1995 zum Dr. phil. promoviert. Im Anschluss absolvierte sie das Unterrichtspraktikum für Lehramtskandidaten. Von 1996 bis 2001 war sie am Institut für Geschichte der Medizin der Universität Wien tätig und forschte vor allem zur Medizin im Nationalsozialismus. 2001 wechselte sie an das Institut Österreichisches Biographisches Lexikon.
Seit 2012 ist sie Vorsitzende der Arbeitsgruppe für Geschichte der Erdwissenschaften der Österreichischen Geologischen Gesellschaft. Zudem ist sie freiwilliges Mitglied der Arbeitsgruppe Geschichte der Medizin und Medical/Health Humanities der Kommission für Geschichte und Philosophie der Wissenschaften der ÖAW.
Seit Jänner 2024 ist sie am ACDH-CH im Projekt „Prosopographisches Forschungsportal - Österreich“ tätig. Zu ihren Forschungsschwerpunkten zählen die Medizingeschichte, die Geschichte der Naturwissenschaften, der Militärgeschichte sowie die Notfall- und Katastrophenmedizin.
Sie gewann mit ihren Büchern „Pandemie sei Dank“ und als „Als die Dummheit die Forschung erschlug“ jeweils den Wissenschaftsbuchpreis 2022 und 2024.
Neben ihrer wissenschaftlichen Tätigkeit ist Angetter-Pfeiffer als aktive Notfallsanitäterin beim Österreichischen Roten Kreuz tätig.

## Auszeichnungen
- Wissenschaftsbuch des Jahres 2022 in der Kategorie Medizin/Biologie für das Werk Pandemie sei Dank! Was Seuchen in Österreich bewegten.
- Wissenschaftsbuch des Jahres 2024 in der Kategorie Medizin/Biologie für das Werk Als die Dummheit die Forschung erschlug: Die schwierige Erfolgsgeschichte der österreichischen Medizin.

## Veröffentlichungen (Auswahl)
- Rausch, Gift und Heilung: Irrwege und Umwege medizinischer Behandlungen. Wien: Amalthea Verlag 2025. ISBN 978-3-99050-284-6.[2]
- Als die Dummheit die Forschung erschlug: Die schwierige Erfolgsgeschichte der österreichischen Medizin. Wien: Amalthea Verlag 2023. ISBN 978-3-99050-241-9.
- Pandemie sei Dank! Was Seuchen in Österreich bewegten. Wien: Amalthea Verlag 2021. ISBN 978-3-99050-212-9.
- Brillante Verlierer? Nobelpreiskandidaten aus Österreich. In: Laureaten und Verlierer. Der Nobelpreis und die Hochschulmedizin in Deutschland, Österreich und der Schweiz. Hrsg.: Daniela Angetter and Niels Hansson, S. 139–156. Göttingen, Vandenhoeck & Ruprecht unipress, Vienna University Press, 2021. ISBN 978-3-8471-1355-3.
- Zur Frühgeschichte des erdwissenschaftlichen Unterrichts in Wien. Franz von Hauers Vorlesungen über Paläontologie 1845-1848. (Mit Fritz F. Steininger, Seidl Johannes). Berichte der Geologischen Bundesanstalt Band 136. Wien 2019. ISSN 1017-8880.